# Harpers Ferry (West Virginia)
Harpers Ferry is een town in Jefferson County, West Virginia, op het punt waar de drie staten Maryland, Virginia en West Virginia aan elkaar grenzen. De plaats ligt aan de oevers van de rivieren Shenandoah en Potomac. De stad wordt omringd door bergen en ligt op de bodem van een ravijn dat door beide rivieren is gecreëerd, een noordelijke uitloper van de Shenandoah-vallei.
In de Amerikaanse Burgeroorlog lag Harpers Ferry op een strategische locatie aan een spoorlijn op de grens tussen Noord en Zuid en vervulde het diverse malen een rol als sleutelplaats in deze oorlog.
|  |

## Geschiedenis
In 1761 richtte Robert Harper een veerdienst over de Potomac op ten behoeve van kolonisten die naar de Shenandoah Vallei en verder naar het westen trokken. In 1763 werd de stad Shenandoah Falls at Mr. Harper's Ferry gesticht door de Virginia General Assembly.
In 1799 werd de United States Armory and Arsenal gevestigd in Harpers Ferry, een instelling waarvan er in de hele Verenigde Staten slechts twee waren. Hiervan was Harpers Ferry degene waar de meeste wapens voor het United States Army werden gemaakt. Met de vestiging van het arsenaal veranderde de stad tot een centrum van industrie.
In 1833 bereikte het Chesapeake and Ohio Canal de stad, een jaar later de eerste spoorlijn, de Baltimore and Ohio Railroad.

### John Brown's Raid
Op 16 oktober 1859 leidde de radicale abolitionist John Brown een aanval op het arsenaal: hij hoopte wapens buit te maken om daarmee slaven in het zuiden te bewapenen en zo een opstand te ontketenen. Mariniers onder het commando van kolonel Robert E. Lee hielpen de lokale militie om Brown en zijn mannen te overmeesteren. Brown werd door de staat Virginia berecht voor hoogverraad, ter dood veroordeeld en opgehangen in het nabijgelegen Charles Town.

### Burgeroorlog
De Amerikaanse Burgeroorlog was een ramp voor Harpers Ferry: de stad wisselde acht keer van eigenaar. In 1861 werden de wapens en machines van het arsenaal weggevoerd naar het Zuiden, ten behoeve van de bewapeningsinspanningen onder leiding van Josiah Gorgas.
In september 1862 veroverde Thomas "Stonewall" Jackson de stad, in voorbereiding op de invasie van Maryland, die zou leiden tot de Slag bij Antietam. Bij de inname van de stad gaven ruim 12.000 Noordelijke soldaten zich over.
Na het einde van de burgeroorlog werd Harpers Ferry met de rest van Jefferson County en Berkeley County (onder protest) afgesplitst van Virginia en bij West Virginia gevoegd.

## Demografie
Bij de volkstelling in 2000 werd het aantal inwoners vastgesteld op 307.
In 2006 is het aantal inwoners door het United States Census Bureau geschat op 318, een stijging van 11 (3,6%).

## Geografie
Volgens het United States Census Bureau beslaat de plaats een oppervlakte van
1,6 km², waarvan 1,4 km² land en 0,2 km² water. Harpers Ferry ligt op ongeveer 149 m boven zeeniveau.

## Plaatsen in de nabije omgeving
De onderstaande figuur toont nabijgelegen plaatsen in een straal van 12 km rond Harpers Ferry.